# ویلیام نوریس (مدیرعامل)
ویلیام نوریس (انگلیسی: William Norris; ۱۴ ژوئیهٔ ۱۹۱۱ – ۲۱ اوت ۲۰۰۶) مهندس، کارآفرین، و دانشمند رایانه اهل ایالات متحده آمریکا بود.
وی همچنین برندهٔ جوایزی همچون مدال ملی فناوری و نوآوری شده‌است.